# Marcellina Emmanuel
Marcellina Emmanuel (sinh ngày 7 tháng 11 năm 1964) là một vận động viên chạy bộ cự ly trung bình người Tanzania. Bà đã thi đấu ở nội dung 1500 mét nữ tại Thế vận hội Mùa hè 1980.